# Daurice Fountain
Daurice Fountain (Madison, Wisconsin, 22 de diciembre de 1995) es un jugador profesional estadounidense de fútbol americano que se desempeña en la posición de wide receiver en Detroit Lions, equipo de la National Football League (NFL).

## Carrera
Fue seleccionado en la quinta ronda en la Reunión Anual de Selección de Jugadores de la NFL de 2018. Hizo su debut profesional con el equipo Indianapolis Colts, en el cual jugó dos temporadas (2018-2019, 2020-2021), después pasó a Kansas City Chiefs (2021-2023), luego a Chicago Bears (2023-2024), posteriormente a Detroit Lions, donde lleva jugando una temporada.